# Скрибоний Ларг
Скрибоний Ларг (лат. Scribonius Largus) — древнеримский врач эпохи императоров Тиберия и Клавдия.
Скрибоний Ларг был уроженцем острова Сицилия. Нет никаких сведений о дате его рождения и происхождении. Скрибоний сначала был рабом одного из представителей римской семьи Скрибониев, затем стал вольноотпущенником и начал свободно практиковать медицину. Вскоре Ларг приобрёл известность, и император Клавдий назначил его своим личным врачом. Ларг участвовал в британском походе императора в 43 году. Примерно в это же время начал работать над сборником медицинских средств против болезней.
В 47 году он выпустил сборник по медицине, названный «Compositiones medicamentorium». Здесь было представлено 271 рецепт от различных болезней. В предисловии Ларг, ссылаясь на Гиппократа, определяет этические качества, необходимые для врача, — милосердие и человечность. Врач, согласно Ларгу, должен оказывать помощь всем, кто в ней нуждается независимо от экономического статуса больного. Он решительно осуждает любую практику абортов. Большинство рецептов составлено самим Скрибонием. Некоторые он получил от друзей, клятвенно подтверждавших успешность этих средств. Один рецепт против колики Ларг купил у какой-то африканской женщины и с его помощью исцелил многих в Риме. Все свои средства автор изведал на опыте и весьма хвалит; для лучшей рекомендации некоторых лекарств Скрибоний наивно прибавляет, что они употреблялись даже в императорской семье. Случаи возможной неудачи Скрибоний объясняет различием телосложения, возраста, времени и места. Некоторые лекарства основаны на суеверии. Например, при описании одной хирургической операции Ларг замечает, что для неё надо непременно взять такой нож, которым был убит гладиатор.
Язык написания его книги близок к простонародной латыни. Труд Ларга пользовался большим успехом все время существования Римской империи — принципата и домината. В дальнейшем сборник использовался средневековыми врачами.